# Barrido (guitarra)
El barrido (en inglés: sweep-picking) es una compleja técnica de guitarra creada en los años 80 por Frank Gambale, la cual permite interpretar piezas clásicas para violín con guitarra eléctrica. Básicamente es una técnica que economiza los movimientos de la púa, que se mueve como una escoba (de ahí el nombre derivado de «barrer»), haciendo un «barrido» por una selección de cuerdas, de modo que con un solo movimiento se tocan una sucesión de notas con mucha rapidez.

## Técnica
La mano derecha pulsa cada nota una tras otra sobre cuerdas sucesivas y continuas, en el mismo sentido en que se mueve la púa. Las cuerdas son pisadas una tras otra, al contrario que en los acordes, en que todas son pisadas a la vez durante el mismo movimiento de la púa.
La mano izquierda, por tanto, toma la misma posición que para un acorde, pero cada dedo pisa primero la cuerda para producir el sonido y después, con un rápido y leve movimiento, silencia la nota, permaneciendo en contacto con la cuerda, mientras el dedo que va a pisar la cuerda siguiente comienza ya a descender.
Mientras la mano izquierda ejecuta este movimiento, la mano derecha, con la púa inclinada en un ángulo de 45° con respecto a las cuerdas, hace un barrido por las cuerdas, que deben ser contiguas, tocándolas rápida pero sucesivamente, no al unísono, bien en sentido descendente o bien ascendente.
A diferencia de lo que ocurre con los acordes, cada nota debe sonar individualmente, lo que requiere una perfecta sincronización entre el movimiento de ambas manos para lograr un efecto fluido.

## Uso
La técnica se usa casi exclusivamente para arpegios, siendo bastante común el formato de tríadas en una o dos octavas o, en términos de escala, la primera (o tónica), tercera (o media) y quinta (o dominante) de una escala, repetida dos veces con una tónica adicional en el punto más agudo. Por ejemplo, una tríada de La menor (Am) sería la-do-mi-la-do-mi-la (A-C-E-A-C-E-A). Cuando esa secuencia de notas se toca con rapidez en sentido ascendente y descendente, como un arpegio, su sonoridad es notablemente clásica.
La forma básica de usar esta técnica es tocando las tres cuerdas más agudas o primas, ya que las cuerdas graves o bordones requieren una mayor destreza para ser tocadas con la misma claridad.
- Datos: Q667704